# Mustafa Eskihellaç
Mustafa Eskihellaç (* 5. Mai 1997 in Trabzon) ist ein türkischer Fußballspieler.

## Karriere

### Verein
Anfang 2018 wechselte Eskihellaç zum türkischen Erstligisten Yeni Malatyaspor und unterschrieb einen Dreijahresvertrag. Er gab sein professionelles Debüt mit Malatyaspor in einem 1:1-Länderspiel gegen Kasımpaşa Istanbul am 9. Februar 2018.

### Nationalmannschaft
Am 31. Mai 2018 gab er sein Debüt in der türkischen U-20-Nationalmannschaft.